# Kirche Kleinhartmannsdorf

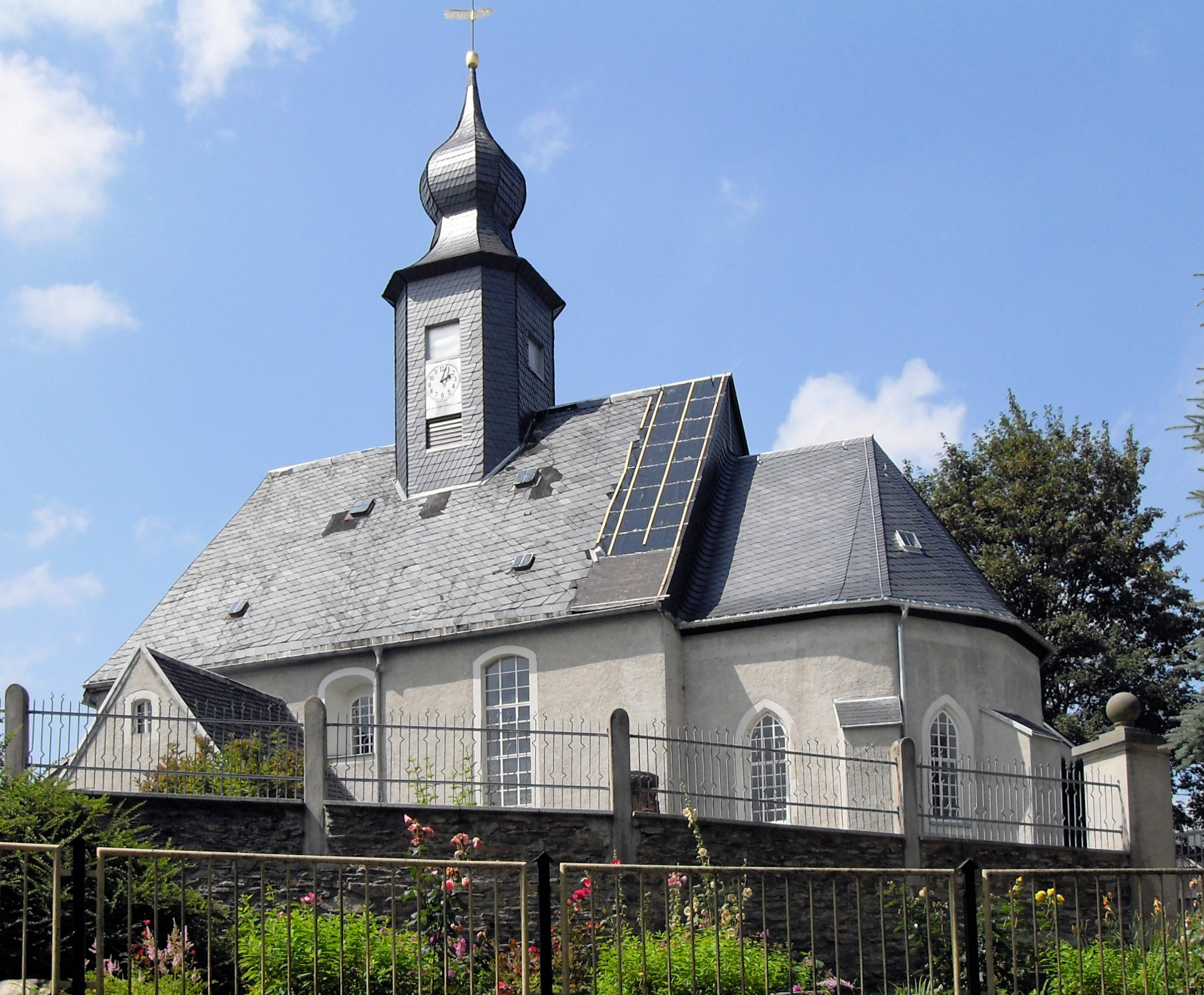
Kirche Kleinhartmannsdorf

Die evangelische Dorfkirche Kleinhartmannsdorf ist eine im Kern gotische Saalkirche im Ortsteil Kleinhartmannsdorf von Eppendorf im Landkreis Mittelsachsen in Sachsen. Sie gehört zur Vereinigten Kirchengemeinde Eppendorf in der Kirchenregion Erzgebirgsblick der Evangelisch-Lutherischen Landeskirche Sachsens.

## Geschichte und Architektur
Die kleine, erhöht gelegene Saalkirche besteht aus dem Chor aus der Zeit um 1400 und dem Saal vom Ende des 15. Jahrhunderts, die vermutlich im 18. Jahrhundert verändert wurden; der Dachreiter stammt aus dem Jahr 1783. Eine Restaurierung erfolgte seit 1979.
Das Bauwerk ist ein verputzter Bruchsteinbau, der eingezogene, wesentlich niedrigere Chor endet in einem Dreiachtelschluss mit Strebepfeilern. Am Chor sind Spitzbogen-, im Saal Korbbogenfenster eingelassen. Der verschieferte Dachreiter endet in einer Zwiebelhaube. Im Innern ist das Bauwerk flachgedeckt. Emporen sind an drei Seiten eingebaut, an der Nordseite zweigeschossig; Die Orgelempore ist konvex ausgebildet. Die beiden Emporen im Norden und Süden zeigen besonders beachtenswerte Brüstungsmalereien vom Ende des 15. Jahrhunderts, die in den Jahren 1990/91 freigelegt wurden; sie bestehen aus pflanzlichen Motiven sowie einer zweifigurigen Szene, vermutlich des Heiligen Georg mit dem Drachen. An der Chornordseite ist eine reich bemalte Erbrichterloge mit blumenumwundenen Säulchen und Fruchtgehängen in den Brüstungsfeldern eingebaut. Ein reich geschnitzter Beichtstuhl an der Chorsüdseite stammt aus dem Jahr 1692 und ist bezeichnet mit Hrn. Christian Fuchß Erbrichter. Die unteren Brüstungsfelder sind mit Fruchtgirlanden, Blattzöpfen und Muschelmotiven zwischen halbplastischen Säulchen bemalt, am Gitterwerk Ranken, als Abschluss dient ein Herz mit Christusmonogramm.

## Ausstattung
Das Hauptstück der Ausstattung ist ein zierlicher Kanzelaltar, der im Jahr 1733 vom Erbrichter Johann Christian Fuchß gestiftet wurde. De polygonale Kanzelkorb ist mit Blumengirlanden verziert, seitlich sind korinthische Säulen und feingearbeitete Anschwünge mit Blattwerkornamenten angeordnet. Auf dem stark vorkragenden Gebälk sind eine Gloriole und Flammenvasen zu sehen. Die farbig gefasste Taufe aus Sandstein ist mit einer Kuppa in Kelchform mit Blattmotiven in Rokokoformen gestaltet.
Ein kleiner gefasster Schnitzaltar mit einer Darstellung der Anna selbdritt wurde um 1510 vom Meister der Freiberger Domapostel geschaffen.
Die Orgel ist ein Werk von Guido Hermann Schäf aus der Zeit um 1887 mit 16 Registern auf zwei Manualen und Pedal.
Ein Epitaph aus farbig gefasstem Sandstein erinnert an den Pfarrer Carl Gotthelf Sachße aus Eppendorf und ist mit 1748 bezeichnet. Über einem hohen Sockel ist ein Obelisk auf Kugeln gestellt und zeigt ein großes Inschriftfeld, bekrönt mit Kelch und Strahlenkranz.
Im Vorraum ist ein Grabstein in Rokokoformen mit Puttenköpfchen und Gloriole aufgestellt, bezeichnet mit 1740 und 1749.